# Maratón de Nueva York
La maratón de Nueva York se celebra anualmente desde 1970 en la ciudad de Nueva York, Estados Unidos. Junto con las maratones de Boston, Berlín, Chicago, Londres, Tokio, la de los Juegos Olímpicos y la del Campeonato Mundial, es una de las más importantes del mundo, y la que cuenta con más número de participantes. Fue galardonada con el Premio Príncipe de Asturias de los Deportes en el año 2014.

## Historia

Trazado del Maratón de Nueva York.

La primera maratón se celebró en la ciudad de Nueva York en 1970, entonces, los 127 participantes dieron varias vueltas alrededor de Park Drive en Central Park. Sólo un centenar de espectadores observaron entonces la prueba, que ganó el norteamericano Gary Muhrcke con una marca de 2 h 31 min 38 s. En esta primera edición sólo 55 de los participantes completaron la carrera. El maratón ha evolucionado de forma importante desde entonces.
Para acoger al creciente número de participantes, en 1976 Fred Lebow, cofundador de la carrera, decidió rediseñar el trazado para atravesar los cinco boroughs que componen la ciudad de Nueva York. La maratón ganó en popularidad 2 años más tarde cuando la noruega Grete Waitz batió el récord mundial femenino de la prueba al recorrer el trayecto en 2 h 32 min 30 s. La noruega ganó en 8 ocasiones más, totalizando 11 participaciones en la prueba. Nadie hasta la fecha ha conseguido ganar la prueba en 10 ocasiones. 
En el año 2000 se crea una sección de forma oficial para los participantes en sillas de ruedas. En la edición de 2002 se produjo la salida de las corredoras femeninas de élite 35 minutos antes que el resto de participantes.
Treinta y ocho años después de su creación en 1970, el maratón de Nueva York es un referente internacional, si bien no es la carrera con más participantes del mundo. Londres encabeza el ranking mientras que la de Nueva York cuenta con unas cifras de participantes que rondan los 25.000 - 30.000.
Todos los años aproximadamente 2 millones de espectadores alientan a los corredores en vivo a lo largo del trazado neoyorquino. El maratón se transmite en directo por la cadena NBC y ha contado con aprox. 315 millones de telespectadores.

## La carrera
La competición comienza en Staten Island y atraviesa el Puente Verrazano Narrows, que se cierra al tráfico durante el evento. Durante los primeros minutos de la carrera el puente se inunda de corredores, lo que se ha convertido en el símbolo más representativo de la maratón.
El trazado pasa por Brooklyn y acto seguido por Queens. Los corredores atraviesan entonces el río Este a través del puente Queensboro para llegar a la isla de Manhattan. El trayecto toma entonces rumbo norte por la Primera Avenida y transcurre brevemente por el Bronx antes de retornar a Manhattan por la Quinta Avenida y terminar finalmente en Central Park.

## Palmarés masculino

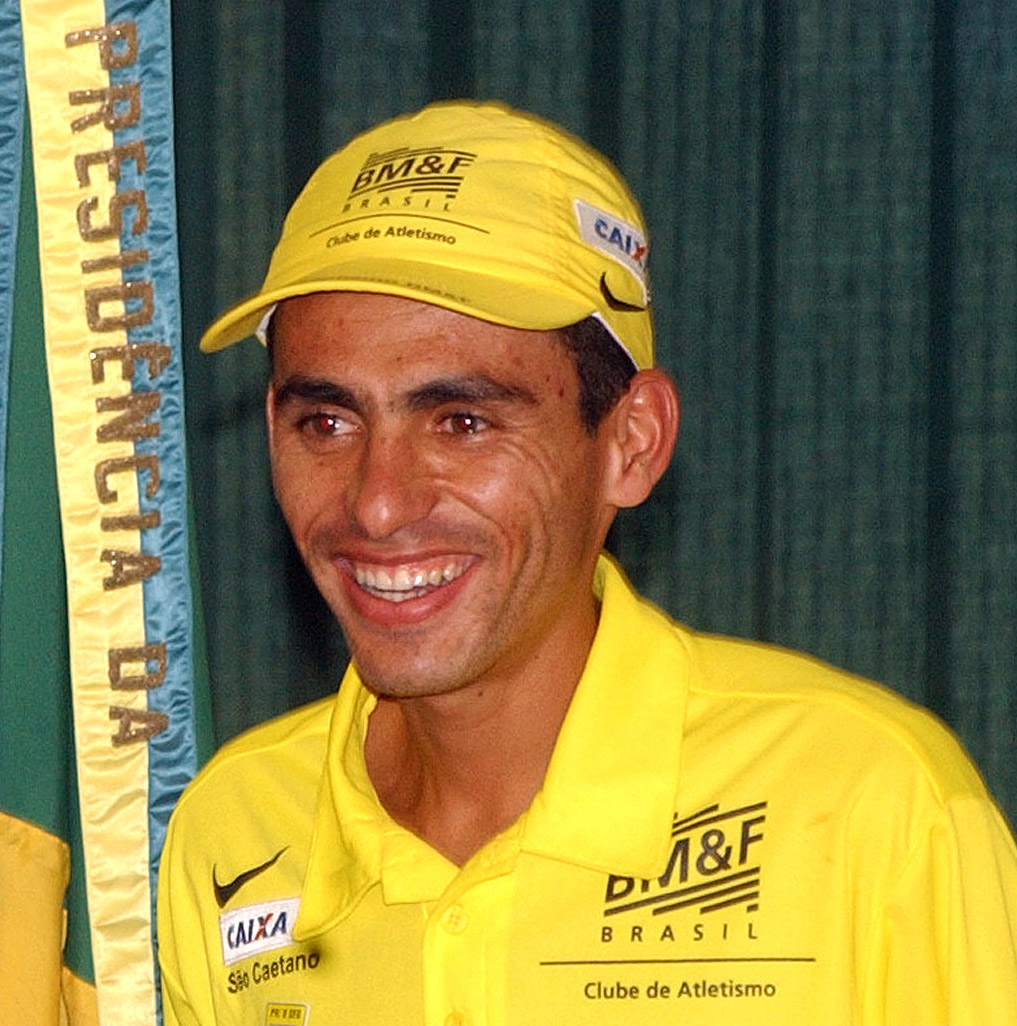
El brasileño Marílson Gomes dos Santos, ganador en 2006 y 2008.

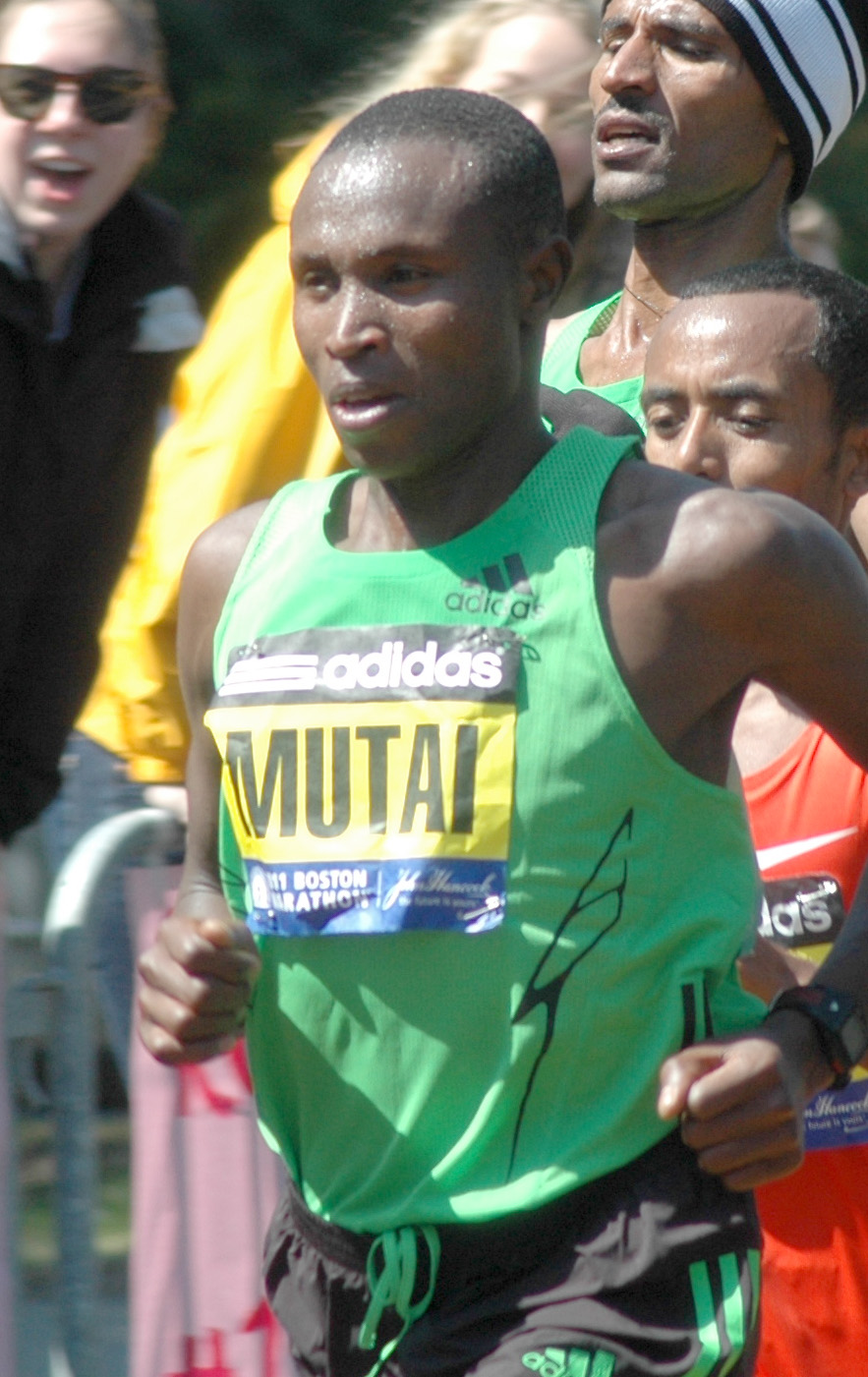
El Keniata Geoffrey Mutai, vencedor en 2011 y 2013.

Récord de la prueba
| Año  | Ganador                               | Nacionalidad                          | Registro (h:m:s)                      |
| ---- | ------------------------------------- | ------------------------------------- | ------------------------------------- |
| 1970 | Gary Muhrcke                          | Estados Unidos                        | 2:31:38                               |
| 1971 | Norman Higgins                        | Estados Unidos                        | 2:22:54                               |
| 1972 | Sheldon Karlin                        | Estados Unidos                        | 2:27:52                               |
| 1973 | Tom Fleming                           | Estados Unidos                        | 2:21:54                               |
| 1974 | Norbert Sander                        | Estados Unidos                        | 2:26:30                               |
| 1975 | Tom Fleming                           | Estados Unidos                        | 2:19:27                               |
| 1976 | Bill Rodgers                          | Estados Unidos                        | 2:10:10                               |
| 1977 | Bill Rodgers                          | Estados Unidos                        | 2:11:28                               |
| 1978 | Bill Rodgers                          | Estados Unidos                        | 2:12:12                               |
| 1979 | Bill Rodgers                          | Estados Unidos                        | 2:11:42                               |
| 1980 | Alberto Salazar                       | Estados Unidos                        | 2:09:41                               |
| 1981 | Alberto Salazar                       | Estados Unidos                        | 2:08:13                               |
| 1982 | Alberto Salazar                       | Estados Unidos                        | 2:09:29                               |
| 1983 | Rod Dixon                             | Nueva Zelanda                         | 2:08:59                               |
| 1984 | Orlando Pizzolato                     | Italia                                | 2:14:53                               |
| 1985 | Orlando Pizzolato                     | Italia                                | 2:11:34                               |
| 1986 | Gianni Poli                           | Italia                                | 2:11:06                               |
| 1987 | Ibrahim Hussein                       | Kenia                                 | 2:11:01                               |
| 1988 | Steve Jones                           | Reino Unido                           | 2:08:20                               |
| 1989 | Juma Ikangaa                          | Tanzania                              | 2:08:01                               |
| 1990 | Douglas Wakiihuri                     | Kenia                                 | 2:12:39                               |
| 1991 | Salvador García                       | México                                | 2:09:28                               |
| 1992 | Willie Mtolo                          | Sudáfrica                             | 2:09:29                               |
| 1993 | Andrés Espinosa                       | México                                | 2:10:04                               |
| 1994 | Germán Silva                          | México                                | 2:11:21                               |
| 1995 | Germán Silva                          | México                                | 2:11:00                               |
| 1996 | Giacomo Leone                         | Italia                                | 2:09:54                               |
| 1997 | John Kagwe                            | Kenia                                 | 2:08:12                               |
| 1998 | John Kagwe                            | Kenia                                 | 2:08:45                               |
| 1999 | Joseph Chebet                         | Kenia                                 | 2:09:14                               |
| 2000 | Abdelkader El Mouaziz                 | Marruecos                             | 2:10:09                               |
| 2001 | Tesfay Jifar                          | Etiopía                               | 2:07:43                               |
| 2002 | Rodgers Rop                           | Kenia                                 | 2:08:07                               |
| 2003 | Martin Lel                            | Kenia                                 | 2:10:30                               |
| 2004 | Hendrick Ramaala                      | Sudáfrica                             | 2:09:28                               |
| 2005 | Paul Tergat                           | Kenia                                 | 2:09:30                               |
| 2006 | Marílson Gomes dos Santos             | Brasil                                | 2:09:58                               |
| 2007 | Martin Lel                            | Kenia                                 | 2:09:04                               |
| 2008 | Marílson Gomes dos Santos             | Brasil                                | 2:08:43                               |
| 2009 | Meb Keflezighi                        | Estados Unidos                        | 2:09:15                               |
| 2010 | Gebregziabher Gebremariam             | Etiopía                               | 2:08:14                               |
| 2011 | Geoffrey Mutai                        | Kenia                                 | 2:05:06                               |
| 2012 | Cancelada por el Huracán Sandy        | Cancelada por el Huracán Sandy        | Cancelada por el Huracán Sandy        |
| 2013 | Geoffrey Mutai                        | Kenia                                 | 2:08:24                               |
| 2014 | Wilson Kipsang                        | Kenia                                 | 2:10:59                               |
| 2015 | Stanley Biwott                        | Kenia                                 | 2:10:34                               |
| 2016 | Ghirmay Ghebreslassie                 | Eritrea                               | 2:07:51                               |
| 2017 | Geoffrey Kamworor                     | Kenia                                 | 2:10:53                               |
| 2018 | Lelisa Desisa                         | Etiopía                               | 2:05:59                               |
| 2019 | Geoffrey Kamworor                     | Kenia                                 | 2:08:13                               |
| 2020 | Cancelada por la pandemia de COVID-19 | Cancelada por la pandemia de COVID-19 | Cancelada por la pandemia de COVID-19 |
| 2021 | Albert Korir                          | Kenia                                 | 2:08:22                               |
| 2022 | Evans Chebet                          | Kenia                                 | 2:08:41                               |
| 2023 | Tamirat Tola                          | Etiopía                               | 2:04:58                               |
| 2024 | Abdi Nageeye                          | Países Bajos                          | 2:07:39                               |

## Palmarés femenino

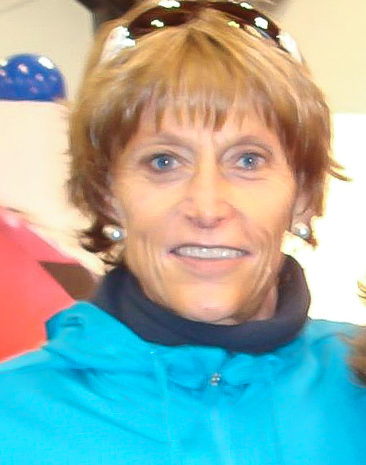
Grete Waitz, ganadora del maratón en 9 ocasiones entre 1978 y 1988.

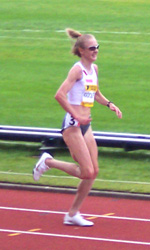
Paula Radcliffe, vencedora en 2004, 2007 y 2008.

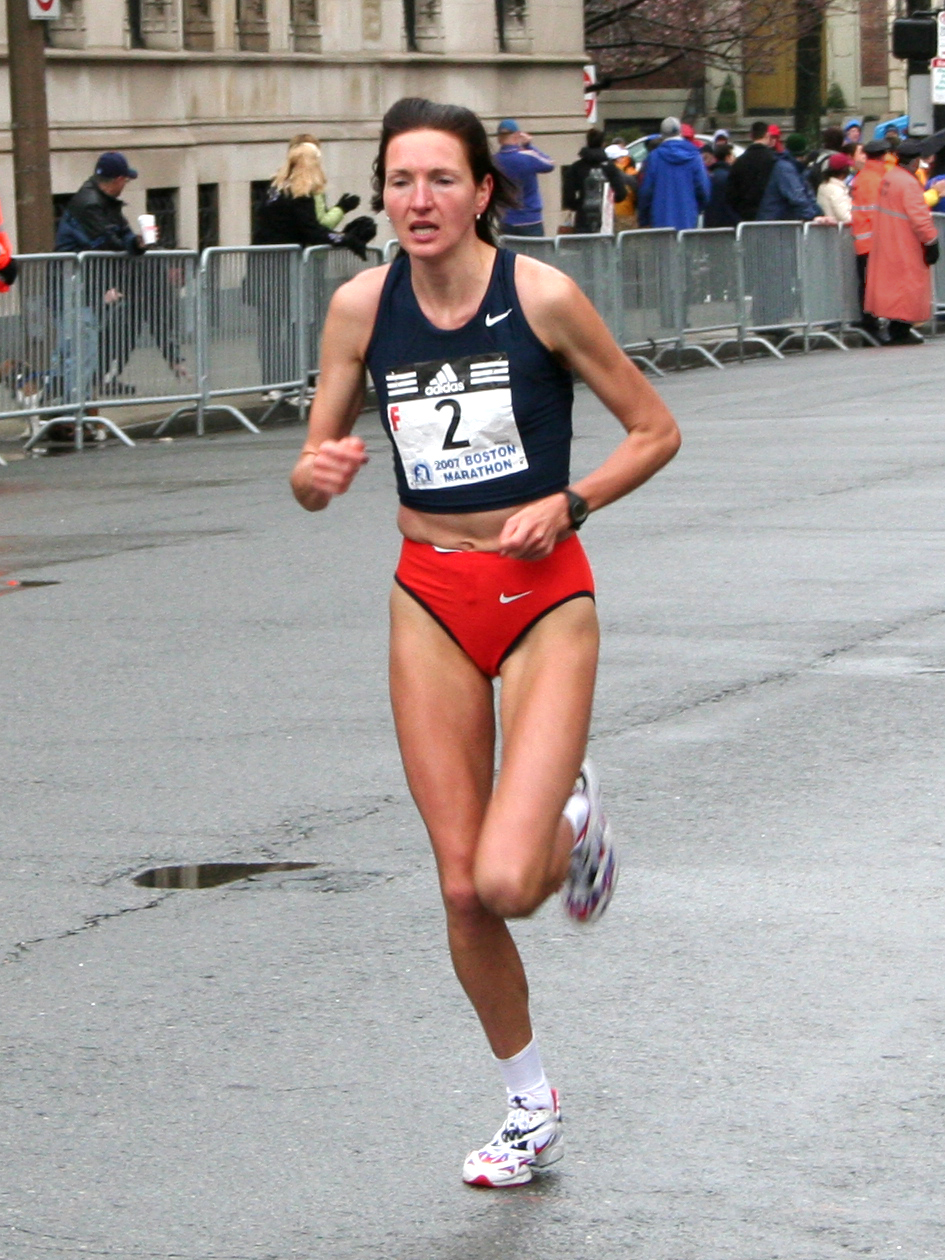
Jeļena Prokopčuka, vencedora en 2005 y 2006.

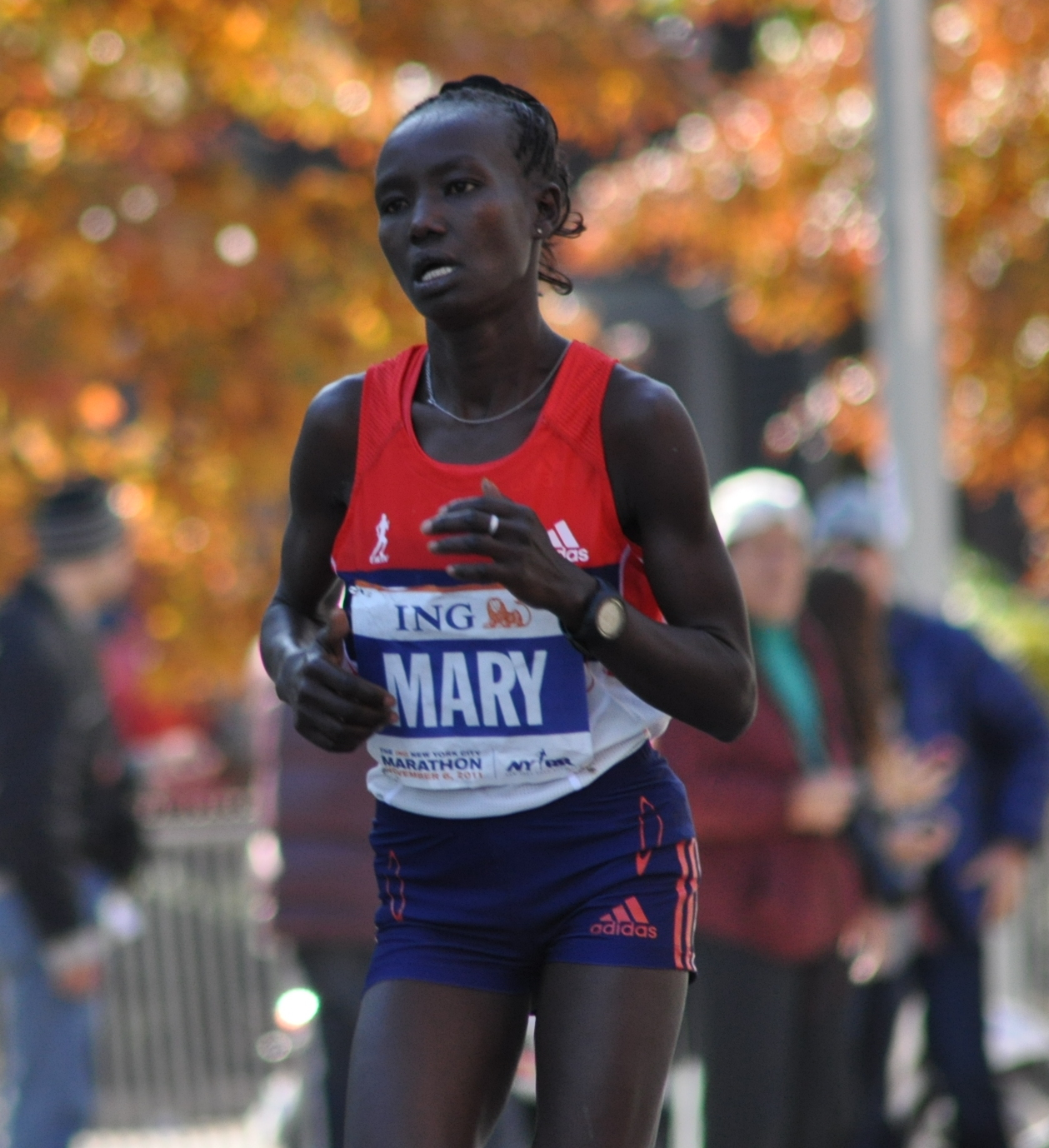
Mary Keitany, vencedora en 2014, 2015, 2016 y 2018.

Récord de la prueba
| Año  | Ganador                               | Nacionalidad                          | Registro (h:m:s)                      |
| ---- | ------------------------------------- | ------------------------------------- | ------------------------------------- |
| 1971 | Beth Bonner                           | Estados Unidos                        | 2:55:22                               |
| 1972 | Nina Kuscsik                          | Estados Unidos                        | 3:08:41                               |
| 1973 | Nina Kuscsik                          | Estados Unidos                        | 2:57:07                               |
| 1974 | Kathrine Switzer                      | Estados Unidos                        | 3:07:29                               |
| 1975 | Kim Merritt                           | Estados Unidos                        | 2:46:14                               |
| 1976 | Miki Gorman                           | Estados Unidos                        | 2:39:11                               |
| 1977 | Miki Gorman                           | Estados Unidos                        | 2:43:10                               |
| 1978 | Grete Waitz                           | Noruega                               | 2:32:30                               |
| 1979 | Grete Waitz                           | Noruega                               | 2:27:33                               |
| 1980 | Grete Waitz                           | Noruega                               | 2:25:42                               |
| 1981 | Allison Roe                           | Nueva Zelanda                         | 2:25:29                               |
| 1982 | Grete Waitz                           | Noruega                               | 2:27:14                               |
| 1983 | Grete Waitz                           | Noruega                               | 2:27:00                               |
| 1984 | Grete Waitz                           | Noruega                               | 2:29:30                               |
| 1985 | Grete Waitz                           | Noruega                               | 2:28:34                               |
| 1986 | Grete Waitz                           | Noruega                               | 2:28:06                               |
| 1987 | Priscilla Welch                       | Reino Unido                           | 2:30:17                               |
| 1988 | Grete Waitz                           | Noruega                               | 2:28:07                               |
| 1989 | Ingrid Kristiansen                    | Noruega                               | 2:25:30                               |
| 1990 | Wanda Panfil                          | Polonia                               | 2:30:45                               |
| 1991 | Liz McColgan                          | Reino Unido                           | 2:27:32                               |
| 1992 | Lisa Ondieki                          | Australia                             | 2:24:40                               |
| 1993 | Uta Pippig                            | Alemania                              | 2:26:24                               |
| 1994 | Tegla Loroupe                         | Kenia                                 | 2:27:37                               |
| 1995 | Tegla Loroupe                         | Kenia                                 | 2:28:06                               |
| 1996 | Anuța Cătună                          | Rumania                               | 2:28:18                               |
| 1997 | Franziska Rochat-Moser                | Suiza                                 | 2:28:43                               |
| 1998 | Franca Fiacconi                       | Italia                                | 2:25:17                               |
| 1999 | Adriana Fernández                     | México                                | 2:25:06                               |
| 2000 | Lyudmila Petrova                      | Rusia                                 | 2:25:45                               |
| 2001 | Margaret Okayo                        | Kenia                                 | 2:24:21                               |
| 2002 | Joyce Chepchumba                      | Kenia                                 | 2:25:56                               |
| 2003 | Margaret Okayo                        | Kenia                                 | 2:22:31                               |
| 2004 | Paula Radcliffe                       | Reino Unido                           | 2:23:10                               |
| 2005 | Jeļena Prokopčuka                     | Letonia                               | 2:24:41                               |
| 2006 | Jeļena Prokopčuka                     | Letonia                               | 2:25:05                               |
| 2007 | Paula Radcliffe                       | Reino Unido                           | 2:23:09                               |
| 2008 | Paula Radcliffe                       | Reino Unido                           | 2:23:56                               |
| 2009 | Derartu Tulu                          | Etiopía                               | 2:28:52                               |
| 2010 | Edna Kiplagat                         | Kenia                                 | 2:28:20                               |
| 2011 | Firehiwot Dado                        | Etiopía                               | 2:23:15                               |
| 2012 | Cancelada por el Huracán Sandy        | Cancelada por el Huracán Sandy        | Cancelada por el Huracán Sandy        |
| 2013 | Priscah Jeptoo                        | Kenia                                 | 2:25:07                               |
| 2014 | Mary Keitany                          | Kenia                                 | 2:25:07                               |
| 2015 | Mary Keitany                          | Kenia                                 | 2:24:25                               |
| 2016 | Mary Keitany                          | Kenia                                 | 2:24:26                               |
| 2017 | Shalane Flanagan                      | Estados Unidos                        | 2:26:53                               |
| 2018 | Mary Keitany                          | Kenia                                 | 2:22:48                               |
| 2019 | Joyciline Jepkosgei                   | Kenia                                 | 2:22:38                               |
| 2020 | Cancelada por la pandemia de COVID-19 | Cancelada por la pandemia de COVID-19 | Cancelada por la pandemia de COVID-19 |
| 2021 | Peres Jepchirchir                     | Kenia                                 | 2:22:39                               |
| 2022 | Sharon Lokedi                         | Kenia                                 | 2:23:23                               |
| 2023 | Hellen Obiri                          | Kenia                                 | 2:27:23                               |
| 2024 | Sheila Chepkirui                      | Kenia                                 | 2:24:35                               |

## Victorias por nacionalidad
| País           | Hombres | Mujeres | Total |
| -------------- | ------- | ------- | ----- |
| Kenia          | 17      | 16      | 33    |
| Estados Unidos | 14      | 9       | 23    |
| Noruega        | 0       | 10      | 10    |
| Reino Unido    | 2       | 5       | 7     |
| Etiopía        | 4       | 2       | 6     |
| México         | 4       | 1       | 5     |
| Italia         | 4       | 1       | 5     |
| Sudáfrica      | 2       | 0       | 2     |
| Brasil         | 2       | 0       | 2     |
| Nueva Zelanda  | 1       | 1       | 2     |
| Letonia        | 0       | 2       | 2     |
| Marruecos      | 1       | 0       | 1     |
| Tanzania       | 1       | 0       | 1     |
| Eritrea        | 1       | 0       | 1     |
| Países Bajos   | 1       | 0       | 1     |
| Alemania       | 0       | 1       | 1     |
| Polonia        | 0       | 1       | 1     |
| Rumania        | 0       | 1       | 1     |
| Rusia          | 0       | 1       | 1     |
| Suiza          | 0       | 1       | 1     |
| Australia      | 0       | 1       | 1     |

## Corredores en silla de ruedas

### Hombres

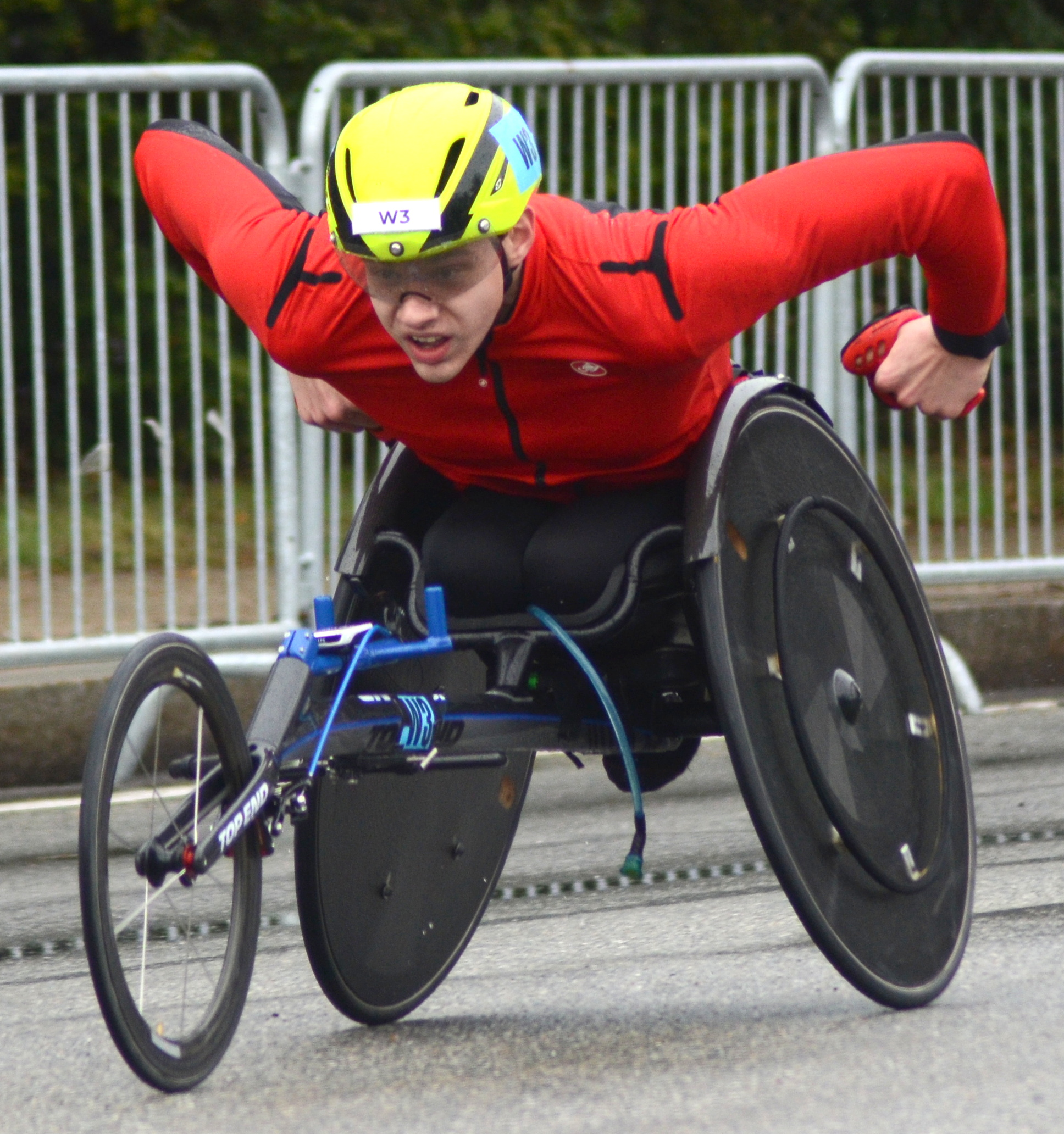
Daniel Romanchuk vencedor en 2018, 2019 y 2024

| Año  | Ganador                        | Nacionalidad                   | Registro (m:s)                 |
| ---- | ------------------------------ | ------------------------------ | ------------------------------ |
| 2000 | Kamel Ayari                    | Túnez                          | 1:53:50                        |
| 2001 | Saúl Mendoza                   | México                         | 1:39:29                        |
| 2002 | Krige Schabort                 | Sudáfrica                      | 1:38:27                        |
| 2003 | Krige Schabort                 | Sudáfrica                      | 1:32:19                        |
| 2004 | Saúl Mendoza                   | México                         | 1:33:16                        |
| 2005 | Ernst van Dyk                  | Sudáfrica                      | 1:31:11                        |
| 2006 | Kurt Fearnley                  | Australia                      | 1:29:22                        |
| 2007 | Kurt Fearnley                  | Australia                      | 1:33:58                        |
| 2008 | Kurt Fearnley                  | Australia                      | 1:44:51                        |
| 2009 | Kurt Fearnley                  | Australia                      | 1:35:58                        |
| 2010 | David Weir                     | Gran Bretaña                   | 1:37:29                        |
| 2011 | Masazumi Soejima               | Japón                          | 1:31:41                        |
| 2012 | Cancelada por el Huracan Sandy | Cancelada por el Huracan Sandy | Cancelada por el Huracan Sandy |
| 2013 | Marcel Hug                     | Suiza                          | 1:40:14                        |
| 2014 | Kurt Fearnley                  | Australia                      | 1:30:55                        |
| 2015 | Ernst van Dyk                  | Sudáfrica                      | 1:30:54                        |
| 2016 | Marcel Hug                     | Suiza                          | 1:35:44                        |
| 2017 | Marcel Hug                     | Suiza                          | 1:37.17                        |
| 2018 | Daniel Romanchuk               | Estados Unidos                 | 1:36.21                        |
| 2019 | Daniel Romanchuk               | Estados Unidos                 | 1:37.24                        |
| 2021 | Marcel Hug                     | Suiza                          | 1:31.24                        |
| 2022 | Marcel Hug                     | Suiza                          | 1:25.26                        |
| 2023 | Marcel Hug                     | Suiza                          | 1:25.29                        |
| 2024 | Daniel Romanchuk               | Estados Unidos                 | 1:36.31                        |

### Mujeres

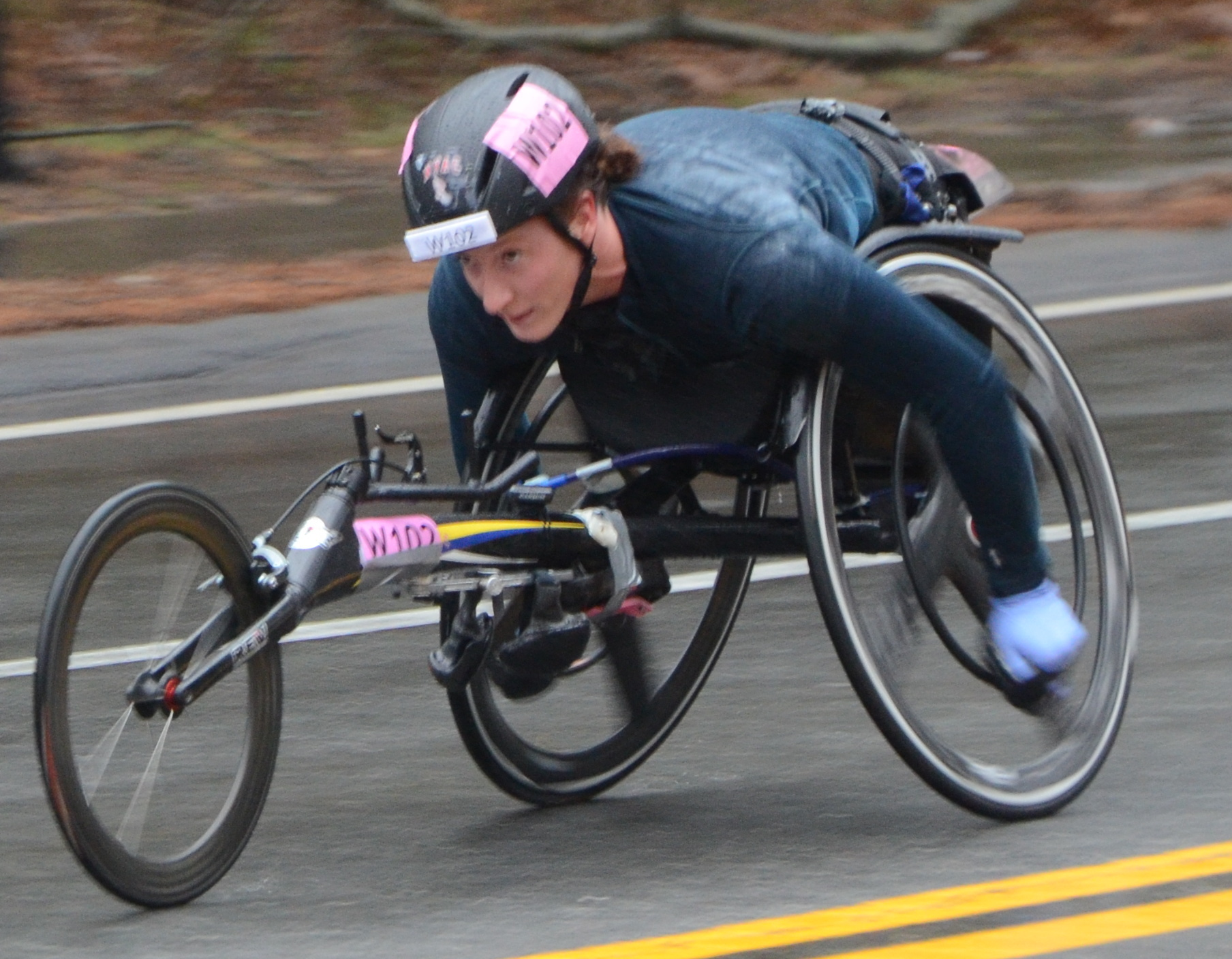
Tatyana McFadden cinco veces vencedora en 2010, 2013, 2014, 2015 y 2016.

| Año  | Ganador                        | Nacionalidad                   | Registro (m:s)                 |
| ---- | ------------------------------ | ------------------------------ | ------------------------------ |
| 2000 | Anh Nguyen Thi Xuan            | Vietnam                        | 2:46:47                        |
| 2001 | Francesca Porcellato           | Italia                         | 2:08:51                        |
| 2002 | Cheri Blauwet                  | Estados Unidos                 | 2:14:39                        |
| 2003 | Cheri Blauwet                  | Estados Unidos                 | 1:59:30                        |
| 2004 | Edith Hunkeler                 | Suiza                          | 1:53:27                        |
| 2005 | Edith Hunkeler                 | Suiza                          | 1:54:52                        |
| 2006 | Amanda McGrory                 | Estados Unidos                 | 1:54:19                        |
| 2007 | Edith Hunkeler                 | Suiza                          | 1:52:38                        |
| 2008 | Edith Hunkeler                 | Suiza                          | 2:06:42                        |
| 2009 | Edith Hunkeler                 | Suiza                          | 1:58:15                        |
| 2010 | Tatyana McFadden               | Estados Unidos                 | 2:02:22                        |
| 2011 | Amanda McGrory                 | Estados Unidos                 | 1:50:25                        |
| 2012 | Cancelada por el Huracan Sandy | Cancelada por el Huracan Sandy | Cancelada por el Huracan Sandy |
| 2013 | Tatyana McFadden               | Estados Unidos                 | 1:59:13                        |
| 2014 | Tatyana McFadden               | Estados Unidos                 | 1:42:16                        |
| 2015 | Tatyana McFadden               | Estados Unidos                 | 1:43:04                        |
| 2016 | Tatyana McFadden               | Estados Unidos                 | 1:47:43                        |
| 2017 | Manuela Schär                  | Suiza                          | 1:48:09                        |
| 2018 | Manuela Schär                  | Suiza                          | 1:50:27                        |
| 2019 | Manuela Schär                  | Suiza                          | 1:44:20                        |
| 2021 | Madison de Rozario             | Australia                      | 1:51:01                        |
| 2022 | Susannah Scaroni               | Estados Unidos                 | 1:42:43                        |
| 2023 | Catherine Debrunner            | Suiza                          | 1:39:32                        |
| 2024 | Susannah Scaroni               | Estados Unidos                 | 1:48:05                        |